# Dynamobile
 (juillet 2014).
Si vous disposez d'ouvrages ou d'articles de référence ou si vous connaissez des sites web de qualité traitant du thème abordé ici, merci de compléter l'article en donnant les références utiles à sa vérifiabilité et en les liant à la section « Notes et références ».
Dynamobile est une randonnée conviviale et militante qui a lieu chaque été depuis 1995 au départ ou à destination de Bruxelles, à travers la Belgique et dans les pays voisins.
Ces vacances familiales rassemblent 150 cyclistes sur un parcours de 600 km en 10 jours.
Sur son passage, Dynamobile encourage les autorités locales dans leur politique du développement du vélo comme moyen de déplacement,,.
La presse et les associations locales sont invitées à ces rencontres.

## Historique
Dynamobile a été créée en 1995 par plusieurs membres de l’association de cyclistes urbains GRACQ ayant participé en 1993 à la grande manifestation européenne écologiste Auftakt qui avait rassemblé 7000 cyclistes convergeant de toute l’Europe, de fait principalement d’Allemagne jusqu'à Magdebourg.
Auftakt n’étant pas reconduite après 1993, ces cyclistes ont souhaité reproduire chaque année, à une échelle plus modeste, un événement dans le même esprit.

## Objectifs
Dynamobile a pour but principal d’encourager les pouvoirs publics à développer le vélo comme moyen de déplacement et de promouvoir les projets de voies vertes et de véloroutes.
La première partie de Dynamobile 2012 s'est déroulée sur le tracé ou à proximité de l'avenue verte Paris-Londres.

## Organisation
Chacun transporte ses effets personnels et son matériel de couchage et l’hébergement est assuré à chaque étape dans un hall de sport.
Deux véhicules escortent la randonnée pour transporter le matériel de l’organisation et intervenir en cas de problème. 
Une cuisine roulante prépare les repas, autant que possible végétariens et biologiques.

## Participants
Le nombre de participants à la randonnée itinérante, adultes, enfants roulant bien à vélo, petits enfants dans des sièges adaptés, des remorques ou des roues additionnelles, est limité par les capacités des hébergements à 150 mais des membres ou sympathisants d’associations locales peuvent accompagner le groupe pour quelques heures ou la journée. 
La majorité des cyclistes de Dynamobile sont belges.

## Parcours
Les étapes, de 30 à 80 km, se déroulent autant que possible sur voies vertes, pistes cyclables ou routes secondaires à très faible circulation. Des chemins non revêtus, permettant d’éviter des voies à grande circulation, sont parfois empruntés sur de courts tronçons.
Les randonnées se sont déroulées chaque année à la fin du mois de juillet depuis 1995 sauf en 1998, en boucle à partir de Bruxelles, à destination ou au départ de cette ville avec transport des vélos et des participants jusqu’au lieu de départ ou au retour, autant que possible en train, à défaut par route en cars et camions.
- Le parcours de 1998 comprenait un passage à Canterbury en Angleterre.
- Dynamobile a relié Bruxelles à Paris en  1999 et 2007[6].
- Les randonnées de 2007 Bruxelles-Paris et de 2010 de Paderborn à Berlin[7],[8] ont été organisées en partenariat avec l’association CyclotransEurope pour participer à la promotion de la Véloroute EuroVelo 3.
- Dynamobile 2010 s’est déroulé  en Allemagne de Paderborn à Berlin avec transfert au départ et à l’arrivée.
- En 2012, les cyclistes ont traversé Monts-en-Ternois, une commune du Pas-de-Calais en France[9]. Au cours de cette randonnée ils ont également fait étape à Hesdin[10] et ont terminé le parcours à Amiens où la politique cyclable de la ville a été évoquée [3].
- En 2013, 150 cyclistes roulent sur une distance de 600 km. Ils partent de Bruxelles en passant par Nouvion-en-Thiérache[11], et se dirigent vers Amiens.
- En 2015, pour les 20 ans de la balade, les participants ont traversé la vallée de la Meuse via le viaduc Charlemagne : en passant là, les cyclistes veulent demander plus de passages permettant de diminuer le dénivelé de leurs trajets, le viaduc traversant la Meuse a plus de 50m de haut et donc évite aux cyclistes de descendre au fond de la vallée et de remonter l'autre versant.
- Dynamobile 2016 s'est déroulé du 15 au 25 juillet de Massy au Mont-Saint-Michel en passant par la voie verte du pays de Limours, Chartres, la voie verte Condé-sur-Huisne-Alençon et Domfront en partie sur le parcours de la véloroute Véloscénie.
- A plusieurs occasions, Dynamobile a mis l'accent sur le transport des vélos en train, nationaux comme internationaux. C'est comme cela que les cyclistes sont revenus de Strasbourg en fourgon vélo, ont démarré la balade a Metz qu'ils avaient rejoint en train, et à plusieurs reprises les vélos de la caravane ont emprunté les trains de la SNCB (Belgique) pour traverser le pays du Nord au Sud ou d'Ouest en Est.
- En 2018, Dynamobile a en quelque sorte effectué un retour aux sources : la caravane a démarré son périple à Canterbury en Grande-Bretagne, en souvenir de l'édition de 1998

## Photographies de Dynamobile 2012

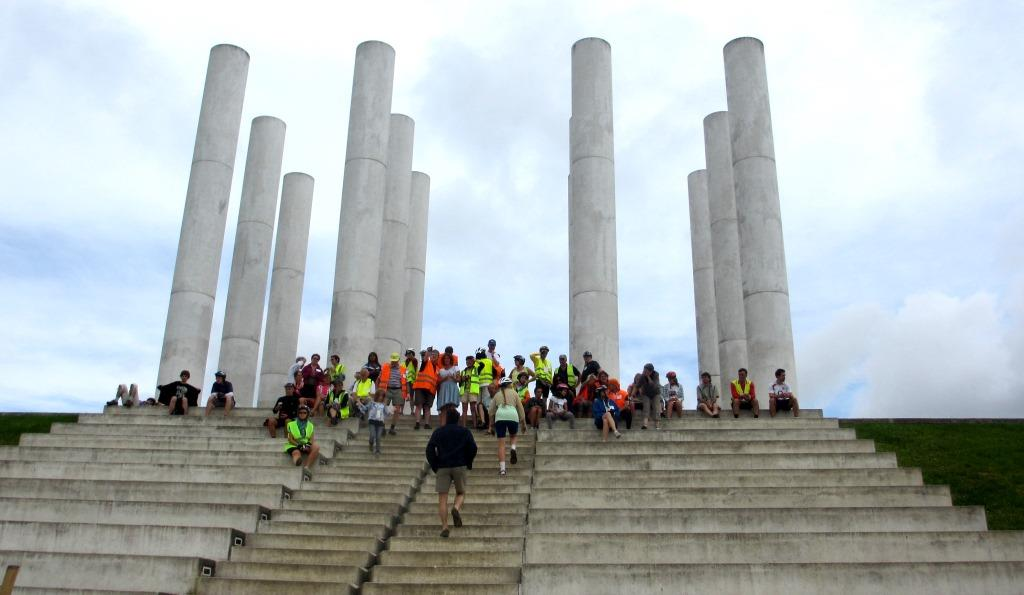
Sur le monument de l'axe majeur à Cergy
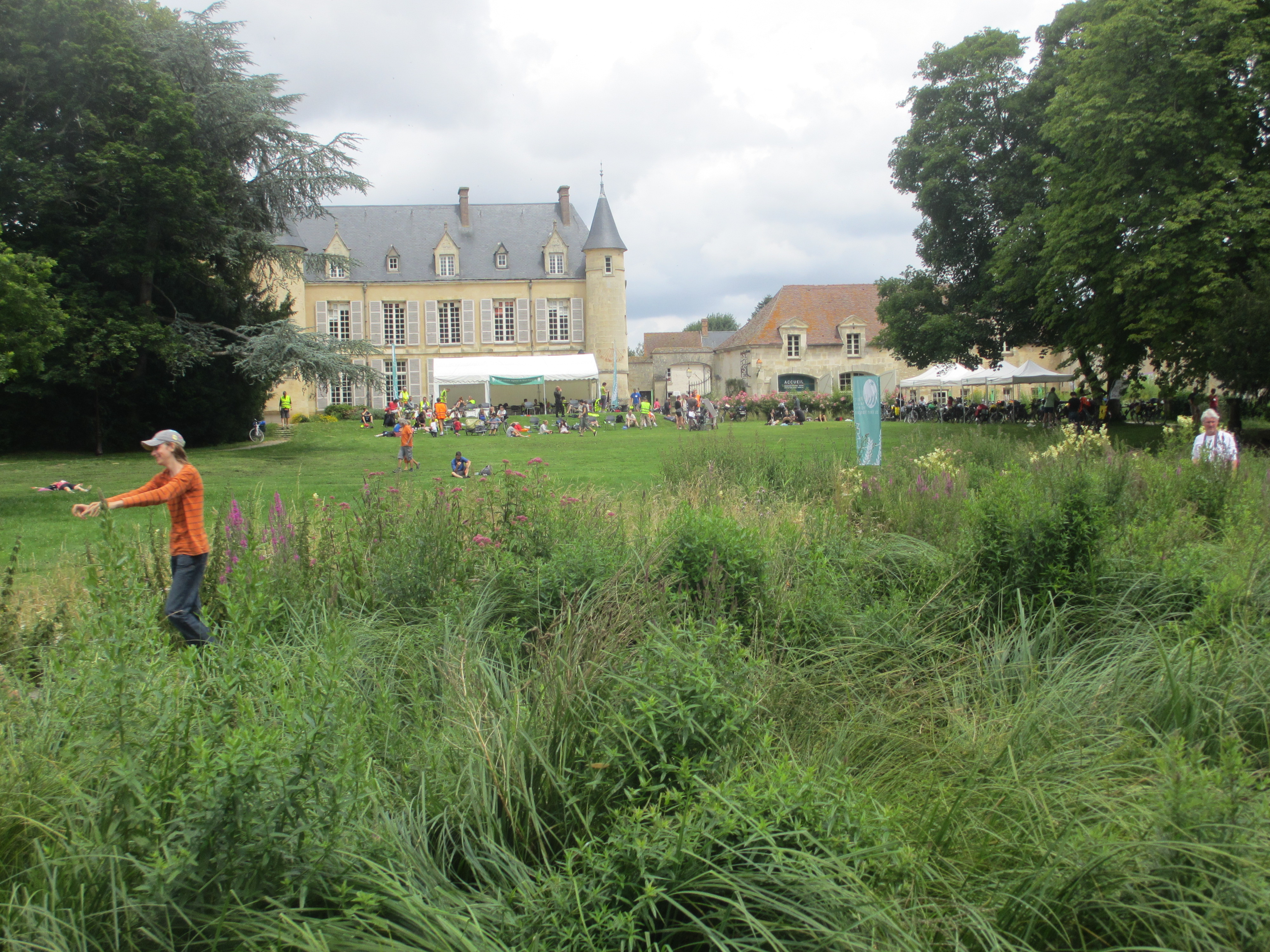
Pique-nique dans le parc du château de Théméricourt
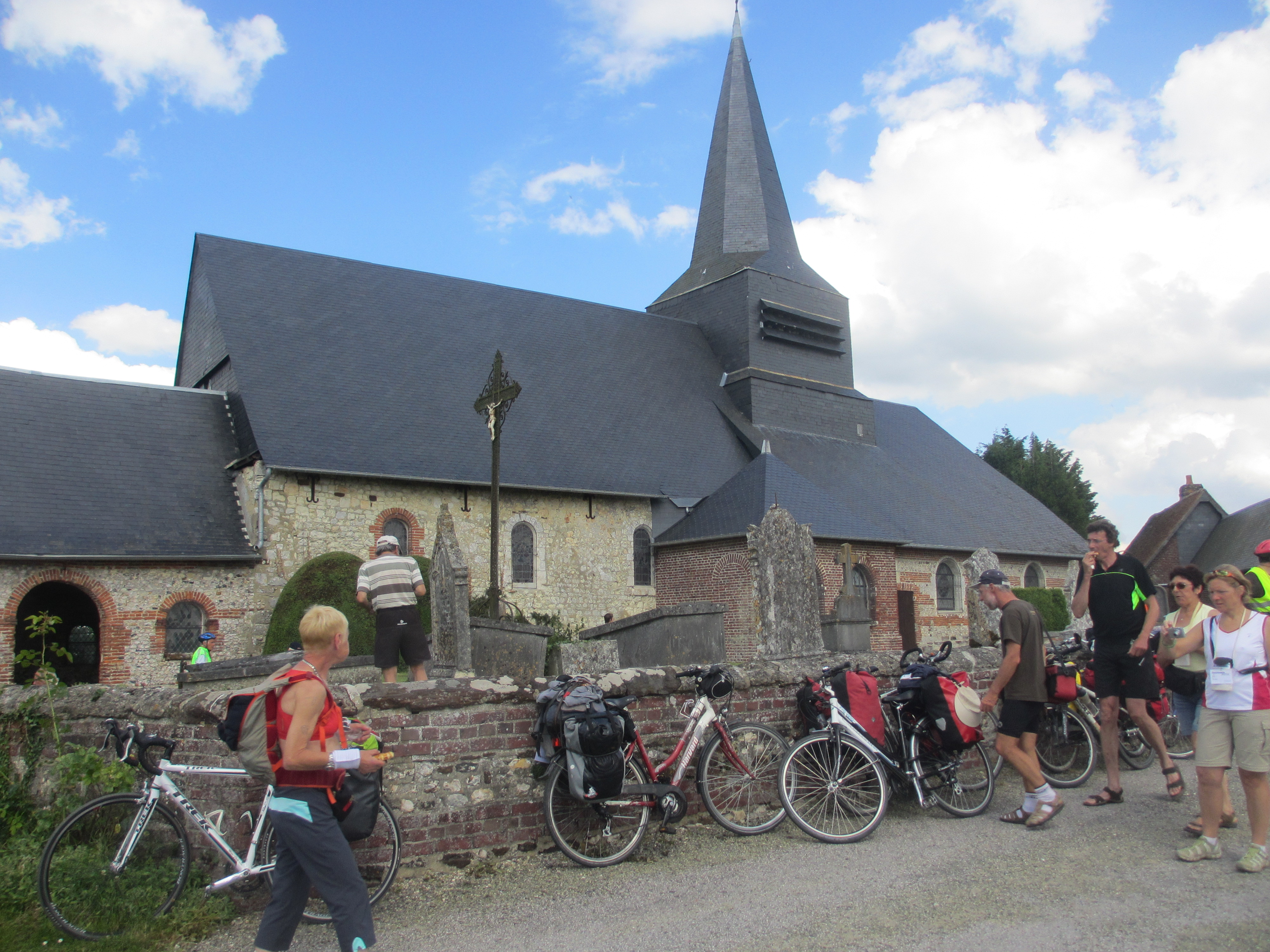
Pause goûter sur l'étape Gisors-Forges-les-Eaux

## Autres randonnées comparables
D'autres randonnées militantes sont organisées dans le même esprit, comme le Tour de Natur en Allemagne. 
Les randonnées à vélo organisées depuis 2011 par le réseau Cycling for libraries pour attirer l'attention des élus, du public et des médias sur l’avenir des bibliothèques sont des manifestations comparables.